# Alfred Matt
Alfred Matt nació el 11 de mayo de 1948 en Zams (Austria), es un esquiador retirado que ganó 1 Medalla Olímpica (1 de bronce), 1 Medalla en el Campeonato del Mundo (1 de bronce), 1 Copa del Mundo en disciplina de Eslalon y 2 victorias en la Copa del Mundo de Esquí Alpino (con un total de 8 podiums).

## Resultados

### Juegos Olímpicos de Invierno
- 1968 en Grenoble, Francia
  - Eslalon: 3.º

### Campeonatos Mundiales
- 1968 en Grenoble, Francia
  - Eslalon: 3.º

### Copa del Mundo

#### Clasificación general Copa del Mundo
- 1967-1968: 13.º
- 1968-1969: 4.º
- 1970-1971: 31.º
- 1971-1972: 45.º
- 1972-1973: 28.º

#### Clasificación por disciplinas (Top-10)
- 1967-1968:
  - Eslalon: 5.º
- 1968-1969:
  - Eslalon: 1.º
  - Descenso: 9.º
  - Eslalon Gigante: 10.º

#### Victorias en la Copa del Mundo (2)

##### Eslalon (2)
| Fecha               | Lugar         |
| ------------------- | ------------- |
| 1 de marzo de 1969  | Berchtesgaden |
| 16 de marzo de 1969 | Mt. St. Anne  |